# Gas (Eure-et-Loir)
Gas település Franciaországban, Eure-et-Loir megyében. Lakosainak száma 730 fő (2022. január 1.). Gas Yermenonville, Gallardon és Bailleau-Armenonville községekkel határos.

## Népesség
A település népességének változása:
| Lakosok száma | 255  | 587  | 623  | 712  | 769  | 782  | 792  | 797  | 774  | 730  |
|               | 1968 | 1982 | 1990 | 2006 | 2013 | 2015 | 2017 | 2019 | 2020 | 2022 |